# ثورفين كارلسفيني
كان ثورفين كارلسيفني (بالنوردية القديمة: Þorfinnr karlsefni Þórðarson، بالآيسلندية: Þorfinnur karlsefni Þórðarson) مستكشفًا آيسلنديًا. نحو العام 1010م، سار على طريق ليف إركسون إلى فينلاند، في محاولة قصيرة الأمد لتأسيس مستوطنة دائمة مع زوجه غودريد ثوربجارناردوتير وأتباعهما.

## لقبه
يعني النعت كارلسيفني «ما يجعل المرء رجلًا» وفقًا لمقدمة ماغنوس ماغنوسون وهيرمان بالسون، رغم أن قاموس كليزبي – فيغوسون يشرحها بأنها «رجل شامل»، وشُرحت في أماكن أخرى على أنها «رجل حقيقي»، و«رجل أصيل».

## تاريخه
رحلات ثورفين موثقة في ملحمة الغرينلانديين، وملحمة إيريك الأحمر، واللتان يُشار إليهما سويًا باسم «ملاحم فينلاند»، لكن هناك اختلافات جسيمة في التفاصيل.

### غرينلاند
التقى ثورفين كارلسيفني غودريد ثوربجارناردوتير في غرينلاند، وهي أرملة ثورستين إيريكسون وتزوجها. كانت تقيم تحت رعاية نسيبها ليف إيريكسون في براتاهالي، الدولة التي صارت تحت حكم ليف بعد أن تركها له إيريك، الذي كان قد توفي بحلول هذا الوقت، بعد أن عانى من وباء نحو العام 1003، رغم أن ملحمة إيريك الأحمر تذكر أنه كان حيًا وكان يستضيفها.

### فينلاند
اتخذ ثورفين قراره التاريخي بالمضي إلى فينلاند (الشمال القديم وفينلاند الآيسلندية)، والذي وفق ملحمة الغرينلانديين، حدث بسبب إصرار غودريد. وافق ليف على إعارتهم المنازل التي بناها في فينلاند، رغم أنه لم يكن يقصد جعل ذلك هدية مجانية. من بين بقية المستوطنين الذي ذهبوا إلى فينلاند كانت فريديس، أخت ليف إيريكسون أو أخته غير الشقيقة، التي ربما صحبت رحلة كارلسيفني (ملحمة إيريك الأحمر) أو ترأست بعثة استكشافية خاصة بها انتهى بها المطاف في كارنيج (ملحمة الغرينلانديين).
وفقًا لملحمة الغرينلانديين، غادر كارلسيفني برفقة 60 رجلًا وخمس نساء، وسار على الطريق الذي اتخذع ليف وثورفالد إيريكسون. بينما في ملحمة إيريك ذُكر أنه خذ ثلاث سفن مع 140 رجل، ووُصفت الرحلة بدقة أكبر.
أنجبت غودريد صبيًا في فينلاند، سُمي سنوري، وهو أول طفل من نسب أوروبي عُرف أنه وُلد في العالم الجديد وترجع أصول العديد من الآيسلنديين له. الموقع الدقيق لمستعمرة ثورفين مجهول لكن يُعتقد أنه من الممكن أن يكون المخيم الشمالي الذي جرى التنقيب عنه في لانس أو ميدوز، نيوفندلاند.